# James Ashmore Creelman

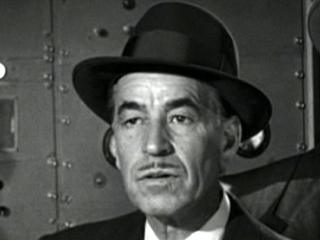
James Ashmore Creelman

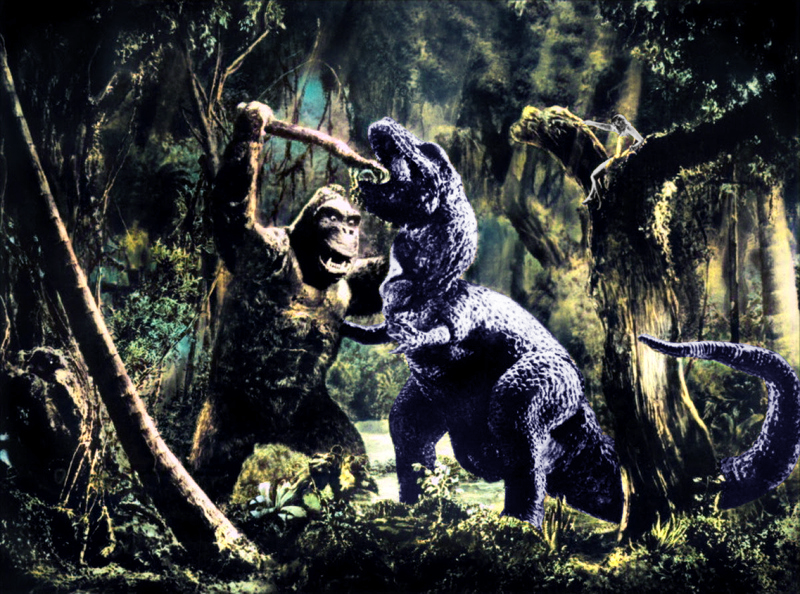
King Kong

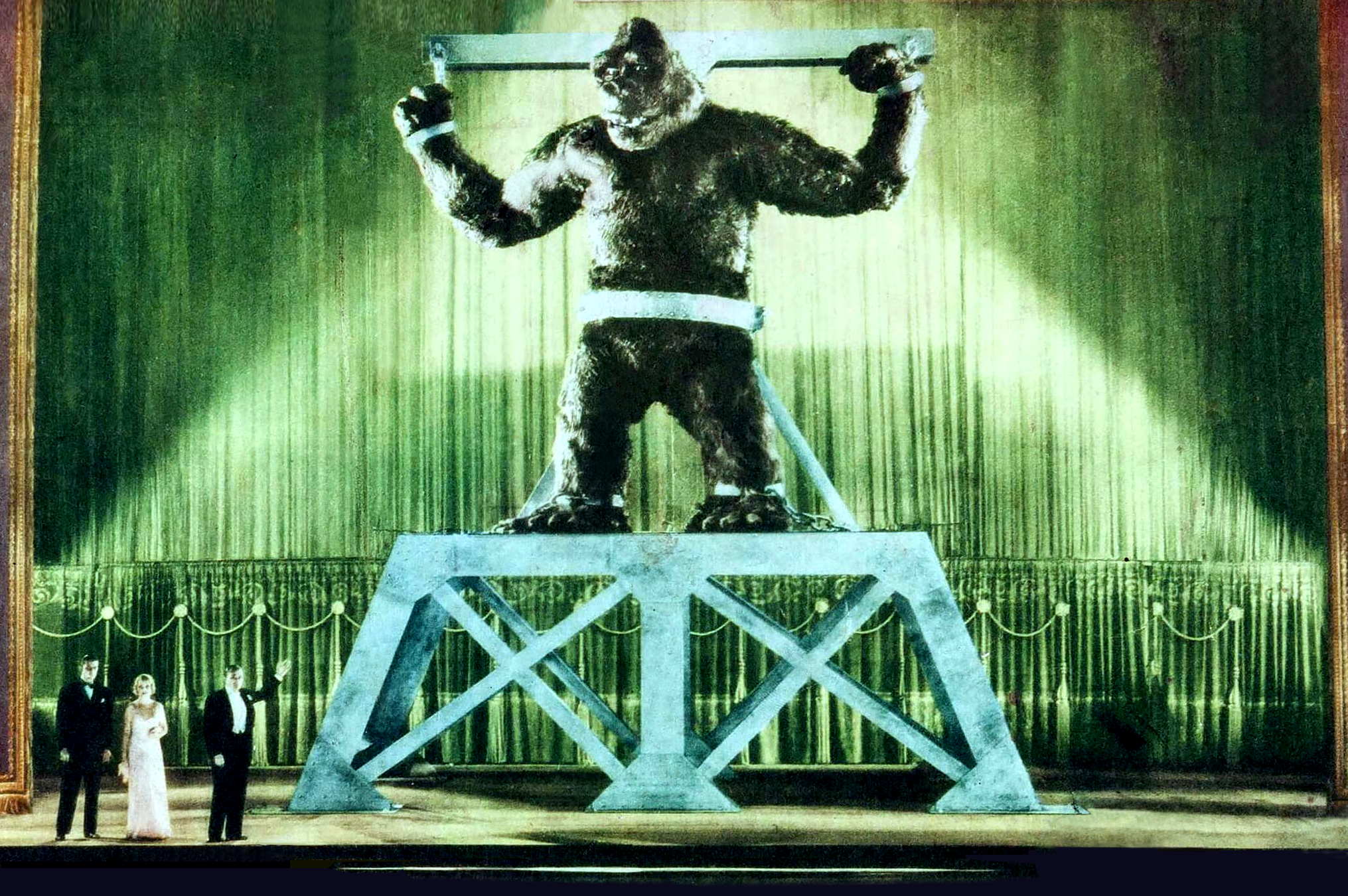
King Kong

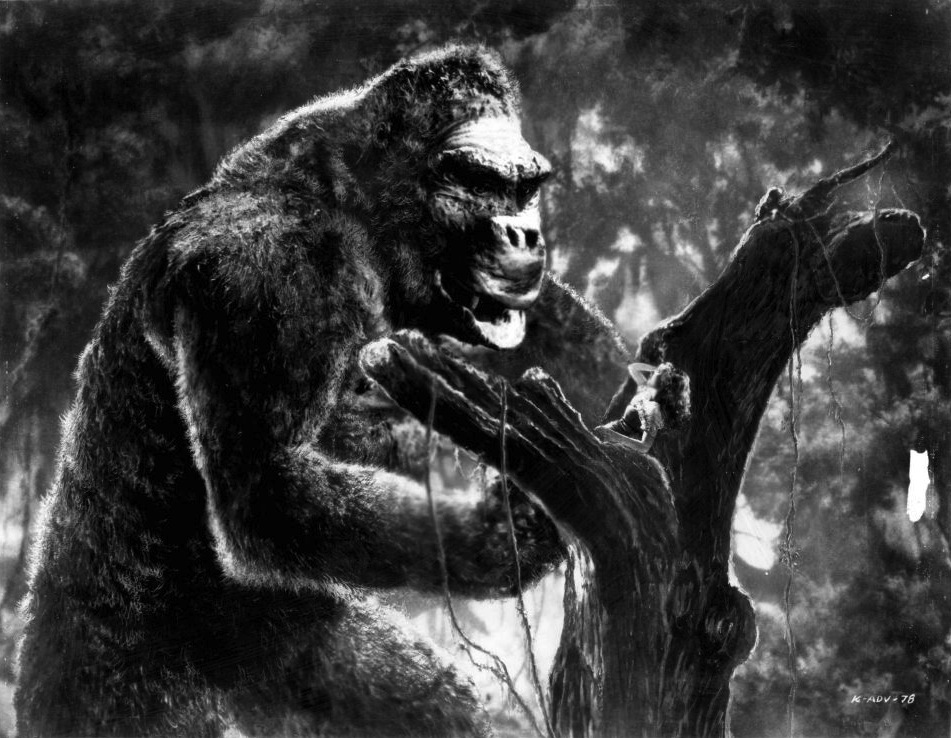
King Kong

James Ashmore Creelman (21 de septiembre de 1894-9 de septiembre de 1941) fue un guionista estadounidense de Hollywood, conocido por coescribir la película de 1933 King Kong.
Aunque nació en el pueblo natal de su madre, Creelman vivió en Nueva York y Washington D. C., donde su padre, James Creelman, trabajaba como periodista. 
Creelman trabajó para los estudios RKO Pictures desde 1929 y contribuyó con la creación de guiones para algunas de las primeras películas de este estudio, incluyendo La dama indómita, El malvado Zaroff, King Kong, Dancers in the Dark y Los últimos días de Pompeya. Comenzó trabajando en Hollywood en 1924 y escribió 30 guiones para largometrajes antes de parar en 1935. En 1927 dirigió la película  High Hat.
Creelman se suicidó lanzándose desde la azotea de un edificio en Nueva York en 1941.